# Лісопильненське сільське поселення
Лісопи́льненське сільське поселення (рос. Лесопильненское сельское поселение) — сільське поселення у складі Бікінського району Хабаровського краю Росії.
Адміністративний центр та єдиний населений пункт — село Лісопильне.

## Населення
Населення сільського поселення становить 753 особи (2019; 893 у 2010, 908 у 2002).